# Myxininae
A Myxininae a nyálkahalak (Myxini) osztályába és a nyálkahalalakúak (Myxiniformes) rendjébe tartozó nyálkahalfélék (Myxinidea) családjának egy alcsaládja.

## Rendszerezés
Az alcsaládba az alábbi nemek és fajok tartoznak:
- Myxine Linnaeus, 1758
  - Myxine affinis Günther, 1870
  - Myxine australis Jenyns, 1842
  - Myxine capensis Regan, 1913
  - Myxine circifrons Garman, 1899
  - Myxine debueni Wisner & McMillan, 1995
  - Myxine dorsum Wisner & McMillan, 1995
  - Myxine fernholmi Wisner & McMillan, 1995
  - Myxine formosana Mok & Kuo, 2001
  - Myxine garmani Jordan & Snyder, 1901
  - Atlanti-óceáni nyálkahal (Myxine glutinosa) Linnaeus, 1758
  - Myxine hubbsi Wisner & McMillan, 1995
  - Myxine hubbsoides Wisner & McMillan, 1995
  - Myxine ios Fernholm, 1981
  - Myxine jespersenae Møller, Feld, Poulsen, Thomsen & Thormar, 2005
  - Myxine knappi Wisner & McMillan, 1995
  - Myxine kuoi Mok, 2002
  - Myxine limosa Girard, 1859
  - Myxine mccoskeri Wisner & McMillan, 1995
  - Myxine mcmillanae Hensley, 1991
  - Myxine paucidens Regan, 1913
  - Myxine pequenoi Wisner & McMillan, 1995
  - Myxine robinsorum Wisner & McMillan, 1995
  - Myxine sotoi Mincarone, 2001
- Nemamyxine Richardson, 1958
  - Nemamyxine elongata Richardson, 1958
  - Nemamyxine kreffti McMillan and Wisner, 1982
- Neomyxine Richardson, 1953
  - Neomyxine biniplicata Richardson and Jowett, 1951
- Notomyxine Nani & Gneri, 1951
  - Notomyxine tridentiger (Garman, 1899)